# Baldriga grisa
La baldriga grisa (Ardenna grisea) és un ocell marí de la família dels procel·làrids (Procellariidae). No se n'han descrit subespècies. Pot ser observat con ocell de pas enfront de les costes dels Països Catalans, entre els finals de l'estiu i la tardor.

## Morfologia
- Fan 40-51 cm de llargària amb una envergadura de 94-110 cm.[1]
- És identificable pel seu plomatge fosc, de color xocolata amb una franja platejada al llarg del centre de la part inferior de les ales.

## Hàbitat i distribució
Són ocells pelàgics que fan espectaculars migracions de llarga distància, consistents en un recorregut circular. Aquestes baldrigues es reprodueixen a illes petites de les parts meridionals dels oceans Pacífic i Atlàntic, principalment a Nova Zelanda, les Illes Malvines, la Terra del Foc i també les illes Auckland.
Des de llurs colònies de cria emprenen un viatge cap al nord pel costat occidental dels oceans Pacífic i Atlàntic arribant a les aigües sub-àrtiques cap a juny – juliol, aleshores es mouen en direcció oest - est, fins a arribar al costat oriental de l'oceà en setembre - octubre i agafar direcció cap al sud, arribant a les colònies de cria al novembre.
No fan les migracions en grans grups, sinó individualment. Només fan societats de forma oportunista.
A l'Oceà Atlàntic, aquestes baldrigues cobreixen distàncies de més de 14.000 km des de la seva colònia de cria a les Illes Malvines cap al nord arribant davant de la costa septentrional de Noruega. Al Pacífic la distància recorreguda és encara major, ja que si bé les colonies de cria estan més al nord i arriben fins a les Aleutianes, l'oceà és més ample. Recents experiments de marcat han demostrat que les aus que crien a Nova Zelanda poden viatjar 74.000 km en un any, arribant al Japó, Alaska i Califòrnia, amb una mitjana de més de 500 km per dia.

## Alimentació
S'alimenten de peixos i calamars. Poden bussejar fins a 68 m de profunditat per a caçar, però és més habitual que agafen aliments de la superfície. Segueixen els vaixells de pesca per agafar els restes de peix llançats al mar.

## Reproducció
Comencen a criar en octubre, i coven durant uns 54 dies. Després de l'eclosió curaran els pollets per 86 - 109 dies.
Es reprodueixen en grans colònies. La femella pon un ou blanc en un niu que consisteix en un cau folrat de matèria vegetal, que visitaran només a la nit per evitar la depredació de les grans gavines.

## Estatus i conservació
Els maorís capturen al cau, cada any, un bon nombre de baldrigues que sovint conserven en sal.
El seu nombre ha anat minvant en les últimes dècades, i actualment és classificat com "Gairebé Amenaçat" per la UICN.